# Revenge Tour
Revenge Tour är musikgruppen Kiss femtonde turné och under den släpptes albumet Alive III. Eric Singer tog över trummorna efter den avlidne Eric Carr. Det har släpps en DVD som heter Konfidential. På den finns några låtar live från denna turné. Den här turnén höll på från den 23 april till den 10 maj 1992.

## Spellista
1. Creatures Of The Night
2. Deuce
3. I Just Wanna
4. Unholy
5. Parasite
6. Heaven's On Fire
7. Christine Sixteen
8. Domino
9. Watchin' You
10. Hotter Than Hell
11. Firehouse
12. I Want You (incl. guitar- and drum solo)
13. Forever
14. War Machine
15. Rock 'N Roll All Nite
16. Lick It Up
17. Take It Off
18. Cold Gin
19. Tears Are Falling
20. I Love It Loud
21. Detroit Rock City
22. Shout It Out Loud
23. God Gave Rock 'N Roll To You II
24. Love Gun
25. Star Spangled Banner

## Medlemmar
- Gene Simmons - sång, elbas
- Paul Stanley - sång, gitarr
- Eric Singer - trummor, sång
- Bruce Kulick - gitarr